# Wie zoekt die Wint
Wie zoekt die Wint is een Vlaams tv-programma dat wordt gepresenteerd door Jens Dendoncker en vanaf 3 september 2022 wordt uitgezonden op VTM.

## Opzet
Jens Dendoncker en enkele verstop-experts, Henk Rijckaert, Anke uit De Mol en Johny werfleider uit Huis Gemaakt, verbergen € 100.000 in het huis van een gezin. Als ze thuiskomen, krijgen ze 30 minuten om hun eigen huis op stelten te zetten, op zoek naar al dat geld. Al het geld dat ze vinden, moeten ze buiten bij Jens in een glazen pot steken. Het geld dat ze na 30 minuten gevonden hebben, mogen ze houden.

## Overzicht

### Seizoen 1
| Afl. | Uitzenddatum     | Deelnemend gezin | Woonplaats | Verstopt geld | Gevonden geld | Kijkcijfers | Gast                             |
| ---- | ---------------- | ---------------- | ---------- | ------------- | ------------- | ----------- | -------------------------------- |
| 1*   | 3 september 2022 | Van Cauwenbergh  | Hemiksem   | €100.000,00   | +- €28.000,00 | 240.293     |                                  |
| 2    | 1 april 2023     | Spooren          | Dessel     | €100.000,00   | +- €28.000,00 | 323.876     | Julie Van den Steen              |
| 3    | 8 april 2023     | Soferis          | Houthalen  | €100.000,00   | +- €28.000,00 | 296.611     | Natalia                          |
| 4    | 15 april 2023    | Degeest          | Schelle    | €100.000,00   | +- €28.000,00 | 274.128     | Karen Damen                      |
| 5    | 22 april 2023    | Samyn            | Bissegem   | €100.000,00   | €30.100,00    | 339.634     | Laura Tesoro                     |
| 6    | 29 april 2023    | Verbergt         | Torhout    | €100.000,00   | €40.600,00    | 329.029     | Miss België Emilie Vansteenkiste |
| 7    | 6 mei 2023       | De Bel           | Dworp      | €100.000,00   | €25.500       | Onbekend    | Sieg De Doncker                  |

*Aflevering 1 werd gebruikt als oproepaflevering voor gezinnen om deel te nemen.

### Seizoen 2
| Afl. | Uitzenddatum    | Deelnemend gezin              | Woonplaats   | Verstopt geld | Gevonden geld | Kijkcijfers | Gast                         |
| ---- | --------------- | ----------------------------- | ------------ | ------------- | ------------- | ----------- | ---------------------------- |
| 1    | 17 oktober 2024 | Bibi / Hocevar                | Maasmechelen | 100.000 euro  | 26.800 euro   | 224.607     | Bart Appeltans               |
| 2    | 24 oktober 2024 | Vansteenbrugge                | Anzegem      | 100.000 euro  | 19.900 euro   | 207.023     | Maaike Cafmeyer              |
| 3    | 31 oktober 2024 | Iris en haar tweelingdochters | Kessel-Lo    | 100.000 euro  | Onbekend      | 176.631     | Nora Gharib & Klaasje Meijer |
| 4    | 7 november 2024 | Basisschool De Dames          | Antwerpen    | 100.000 euro  | Onbekend      | 145.180     | Koen Wauters                 |

## Trivia
- Charlotte Van Brabander was te zien tijdens een pokerspel met Jens in aflevering 2 van seizoen 2.